# Стоктон (Миннесота)

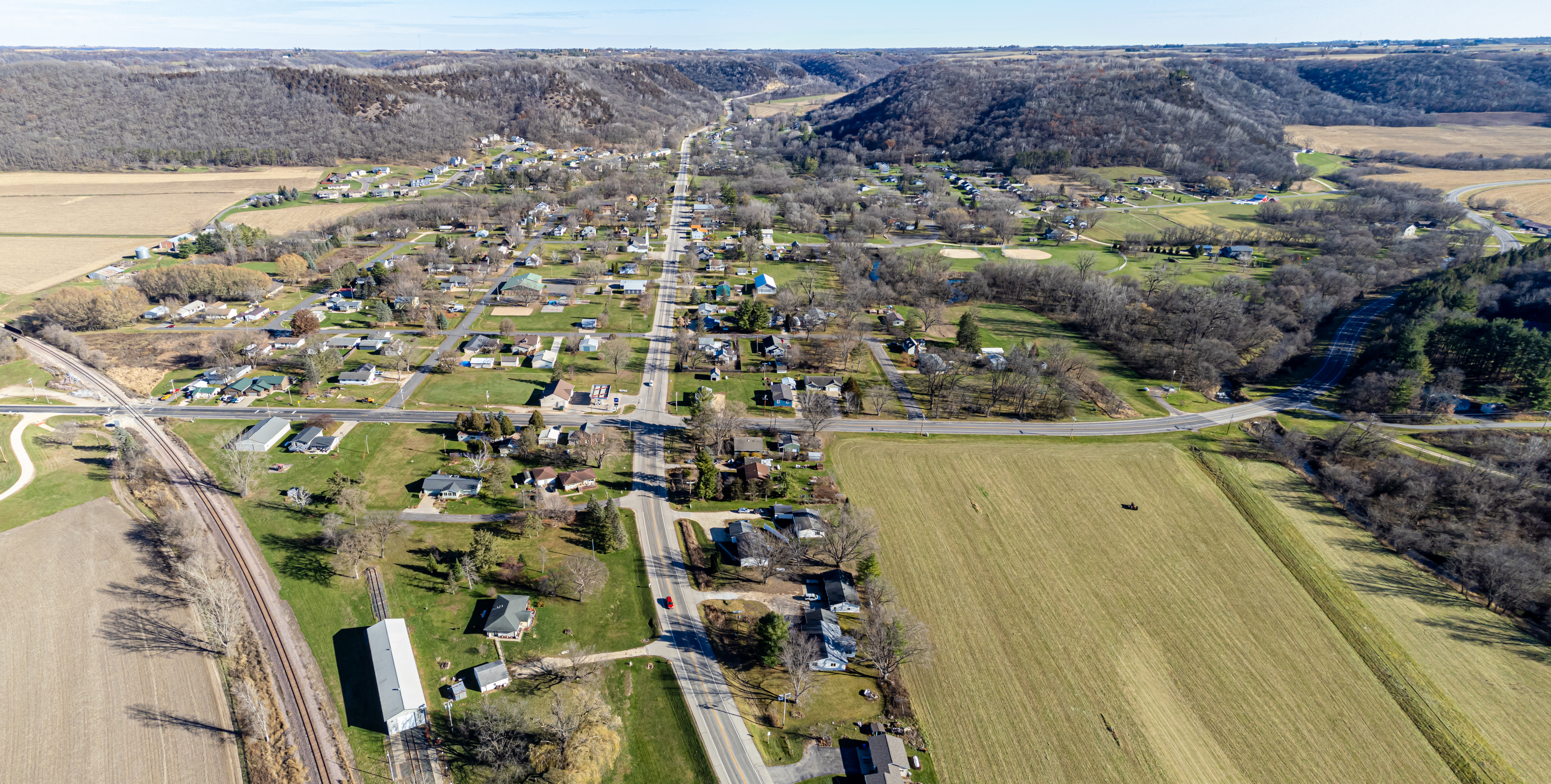
Стоктон, Миннесота

Стоктон (англ. Stockton) — город в округе Уинона, штат Миннесота, США. На площади 4,2 км² (4,2 км² — суша, водоёмов нет), согласно переписи 2002 года, проживают 682 человека. Плотность населения составляет 161,8 чел./км².
- Телефонный код города — 507
- Почтовый индекс — 55988
- FIPS-код города — 27-62896[1]
- GNIS-идентификатор — 0652652[2]